# Zjinvali
Zjinvali (Georgisch: ჟინვალი) is een 'nederzetting met stedelijk karakter' in centraal-Georgië met ruim 2.500 inwoners (2024), gelegen in de gemeente Doesjeti van de regio Mtscheta-Mtianeti. Zjinvali is gesitueerd in het dal van de rivier Aragvi aan de Georgische Militaire Weg en ligt ongeveer 40 kilometer ten noorden van hoofdstad Tbilisi.

## Etymologie
Het toponiem Zjinvali heeft een uniek kenmerk in Georgië. Het is een van de weinige woorden in het Georgisch die beginnen met de letter "ჟ" (Zj). Er zijn minder dan honderd woorden die met deze letter beginnen, waaronder een aantal toponiemen. De meeste van deze, inclusief degenen die niet meer in gebruik zijn, bevinden zich in een straal van dertig kilometer rond Zjinvali. Dit zou duiden op een eigenschap van de lokale taal.

## Geschiedenis
Zjinvali lag oorspronkelijk op een plek ten noorden van de hedendaagse plaats, dat in de 20e eeuw is overstroomt door het Zjinvali-stuwmeer. Het was een ommuurde stad met woon- en verdedigingstorens en kerken. Archeologen ontdekten dat Zjinvali en haar omgeving relatief dichtbevolkt was in de eerste eeuwen na Christus. Er zijn veel bronzen onderwerpen gevonden tijdens opgravingen.
Het oorsponkelijke Zjinvali kwam in de 12e eeuw op en heette Zjinovani (Georgisch: ჟინოვანი). Het lag strategisch bij de samenvloeiing van twee belangrijke takken van de Aragvi, waar de etnografische streken Mtioeleti en Psjavi bij elkaar komen en in de grotere context Kartli, Kacheti en Koecheti. De plaats lag tevens aan de route van Tbilisi en Mtscheta door de Aragvi-vallei naar de Dzjvaripas en de Darjalkloof. Dit was de historische (karavaan)route door de Grote Kaukasus naar Rusland.
Onder koningin Tamar had Zjinvali een significante omvang met drie forten. De overlevering vertelt dat koning David VIII rond 1299 zijn broer Vachtang III in Zjinvali gevangen zette. De stad zou nooit verwoest zijn geweest tijdens de vele veroveringen, ook niet door de Safawieden in 1625, een zeldzaamheid in Georgië. Zjinvali bleef na deze tijd een onopvallende plaats zonder bijzondere betekenis.

### Zjinvali-reservoir

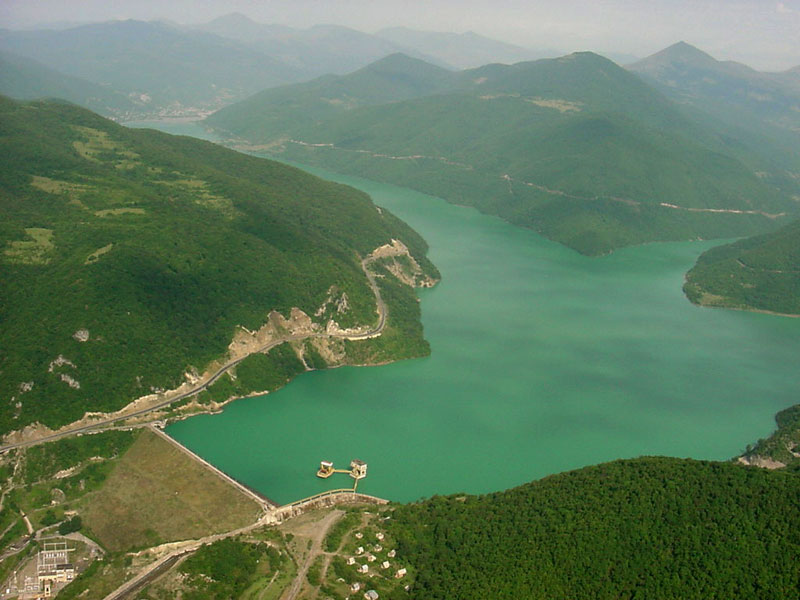
Het Zjinvali-reservoir met de stuwdam linksonder.

Onder het Sovjet-regime werd in 1971 besloten ten zuiden van Zjinvali een stuwdam te bouwen in de Aragvi ten behoeve van een waterkrachtcentrale en daarmee Zjinvali onder water te zetten. De omgeving van de oude stad werd net als in het nabijgelegen Sioni een decennium eerder grondig bestudeerd door een archeologische expeditie. Er werden nederzettingen uit de kopertijd gevonden, alsmede keramiek, een heidense tempel en veel voorwerpen uit de bronstijd.
De bewoners werden vier kilometer naar het zuiden hervestigd in 'Nieuw Zjinvali', het hedendaagse Zjinvali, dat op de plek van de nederzetting Aranisi verrees. Vanwege de nationale functie van Zjinvali met de waterkrachtcentrale werd de plaats in 1976 gepromoveerd naar 'nederzetting met stedelijk karakter' (Georgisch: დაბა, daba).
Rond 1985 verdween het oude Zjinvali onder water. Het stuwmeer dat gevormd werd heeft een lengte van ongeveer twaalf kilometer, een breedte van een kilometer en een maximale diepte van ongeveer 98 meter. Met een maximaal watervolume van 520 miljoen m³ is het stuwmeer na het Engoeri-reservoir het tweede grootste in het land. De stuwdam werd gebouwd kort na de samenvloeiing van de Mtioeleti-Aragvi en de Psjavi-Aragvi, wat de V-vorm van het stuwmeer bepaalde.
Van de fortificaties rond Zjinvali overleefde alleen het Keli-fort, ook wel het Tamar-fort genoemd naar koningin Tamar. Dit is nog te zien op de berg boven het stuwmeer. Een kerk uit de twaalfde eeuw is in de winter te zien wanneer het water veel lager staat.

## Demografie

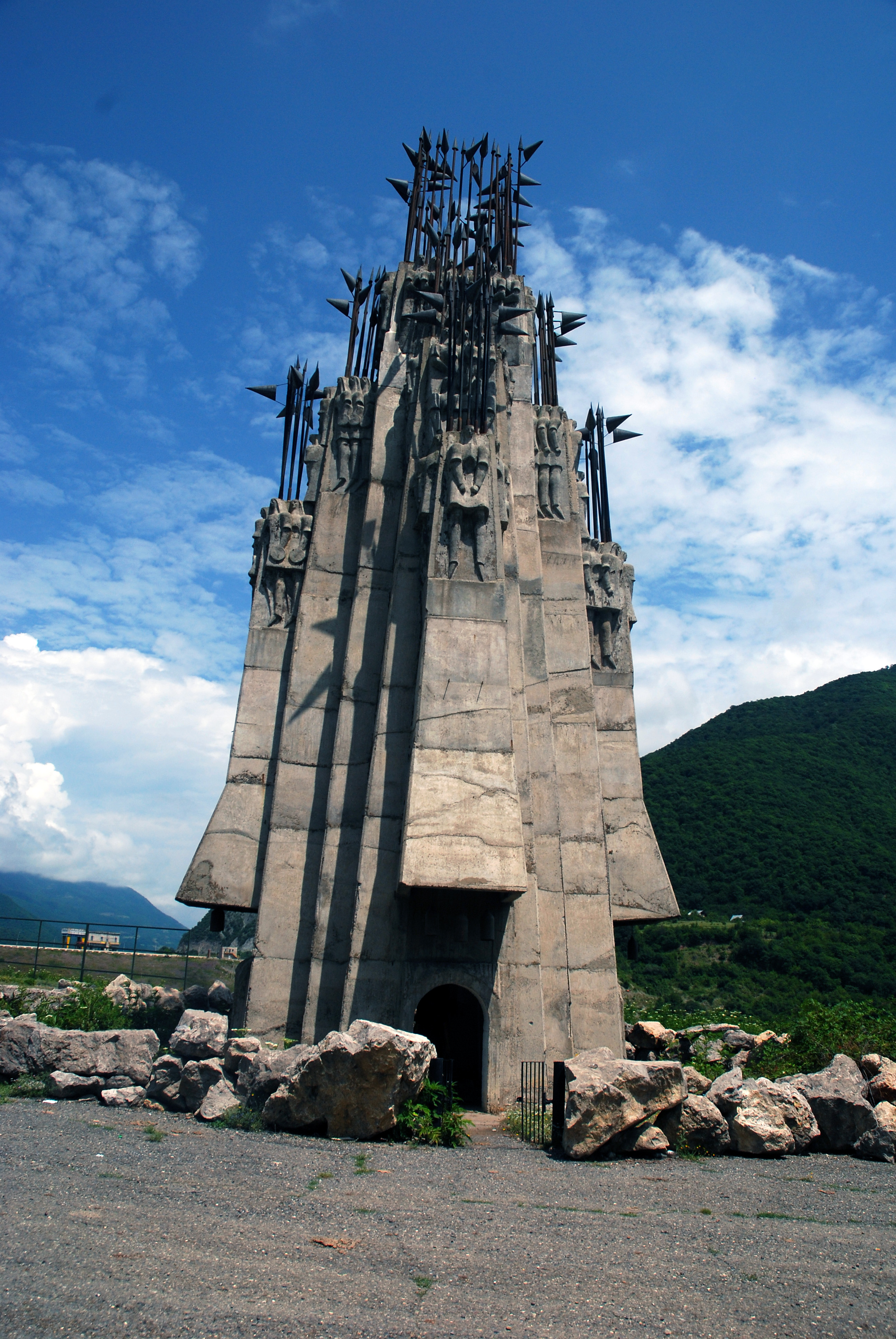
Monument uit 1985 ter herinnering aan de 300 krijgslieden uit Argavi-berggebieden die zich offerden in de verdediging van Tbilisi tegen de Perzische invasie van 1795.

Begin 2024 had Zjinvali 2.513 inwoners, een toename van ruim 37% sinds de volkstelling van 2014. De bevolking van Zjinvali bestond volgens de volkstelling van 2014 vrijwel geheel uit etnisch Georgiërs (99,3%).
| Aantal                                             | 128 | - | - | - | 2.385 | 3.867 | 1.929 | 1.828 | 2.063 | 2.513 |
| Verantwoording data: Bevolkingsstatistiek Georgië; |     |   |   |   |       |       |       |       |       |       |

## Vervoer
Zjinvali ligt aan de historische Georgische Militaire Weg (S3 / E117), de doorgaande weg Tbilisi - Stepantsminda - Vladikavkaz (Rusland). Vanaf deze weg takken bij Zjinvali twee belangrijke interregionale wegen af, de nationale route Sh26 (Zjinvali - Barisacho - Sjatili) naar de bergstreek Chevsoeretië  en de nationale route Sh27 (Zjinvali - Tianeti), onderdeel van de regionale route naar Kacheti.

### Aanleg wegen
Arnold Zisserman, klerk en later senior-assistent voor prins Tsjolokasjvili, hoofd van het okroeg Toesjino-Psjavo-Chevsoerski voor Michail Vorontsov, de Russische onderkoning voor de Kaukasus, was als ambtenaar verantwoordelijk voor de aanleg van de wegen vanuit Tianeti naar Tbilisi, Kacheti en Ananoeri aan de Georgische Militaire Weg om het vervoer van wijn per wagen vanuit Kacheti naar Rusland te verbeteren. Deze routes stelde hij voor via Zjinvali. Hiermee legde Zisserman de basis voor de hedendaagse regionale hoofdwegen.